# Baños árabes del Albaicín
Los baños árabes del Albaicín, también conocidos como baños árabes de la calle Agua, son el mayor hammam baño árabe de Granada y uno de los tres conservados junto a El Bañuelo y al de Hernando de Zafra. Destacan en importancia por su cronología dado que se datan a finales del siglo XII y principios del siglo XIII. En la actualidad se encuentran abandonados y en un pésimo estado de conservación.

## Historia
No se tiene muchos datos de su construcción, estando datados entre finales del siglo XII y principios del siglo XIII, entre el periodo almohade y el zirí.
La prohibición de uso de los baños moriscos en el siglo VI les dejó sin uso y poco a poco se fueron reutilizando o destruyendo, quedando en la actualidad segregado, partido entre los edificios de la calle del Agua, números 1, 3, 5 

## Descripción
En su origen contaba con un vestidor, sala fría, sala templada y sala caliente, además de la caldera y dependencias auxiliares, leñera.
El vestidor sería una sala rectangular flanqueada con alcobas laterales con triples arcos de herradura sostenidos por columnas con capiteles califales de Córdoba y Medina Azahara reutilizados, traídos por los ziríes. Este esquema será usado en la Sala de las Camas del Baños de Comares de la Alhambra. En la sala templada se conserva una de las pilas de inmersión, así como la huella de la otra. La zona de servicios se conservaría.
En la actualidad se encuentran abandonados y en un pésimo estado de conservación.